# Ydby Hede
Ydby Hede er et område med 50 gravhøje fra ældre bronzealder ved Skibsted Fjord, 2 km sydøst for landsbyen Ydby i Thy. Det er den største samling af gravhøje i Danmark, og mellem højene kan man se bevarede hjulspor, der formentlig er lige så gamle som højene selv. Kun få gravhøje er udgravet. Nord for Ydby Hede ligger Dover Plantage med to langhøje fra ældre bronzealder. Langhøje fra ældre bronzealder adskiller sig fra yngre stenalders langdysser ved ikke at have synlige randsten og stenkamre.
Ydby Hede og det sammenhængende hedeområde Ydby Skjold er en del af naturfredningen Dover Kil, Bodum Bakker.